# Decanoato de testosterona
Decanoato de testosterona é um esteroide anabolizante, com poder androgênico. É um éster e forma sintética da testosterona. Tem uma meia-vida de aproximadamente 6 a 7 dias (de acordo com a classe de carbonos de sua composição) e seu poder anabólico revela se em dosagens acima de 200mg por semana. 
No Brasil, o decanoato de testosterona é encontrado na composição do fármaco Durateston, junto de outros ésteres de testosterona. Laboratórios clandestinos e legalizados em outros países não costumam fabricar esta droga de maneira singular, apenas em combinação com outros ésteres.

## Artigos relacionados
- Propionato de testosterona
- Enantato de testosterona
- Cipionato de testosterona